# Гринвил (Ајова)
Гринвил (енгл. Greenville) град је у америчкој савезној држави Ајова. По попису становништва из 2010. у њему је живело 75 становника.

## Демографија
Према попису становништва из 2010. у граду је живело 75 становника, што је -18 (-19.4%) становника више него 2000. године.
| Група             | 2000.       | 2010.      |
| Белци             | 93 (100.0%) | 71 (94,7%) |
| Афроамериканци    | 0 (0,0%)    | 0 (0,0%)   |
| Азијати           | 0 (0,0%)    | 0 (0,0%)   |
| Хиспаноамериканци | 0 (0,0%)    | 2 (2,7%)   |
| Укупно            | 93          | 75         |